# Xiangshan, Yushan
Xiangshan (kinesiska: 向山) är en köping i östra Kina. Den ligger i stadsdistriktet Yushan i staden Ma'anshan i provinsen Anhui, omkring 130 kilometer öster om provinshuvudstaden Hefei. Antalet invånare är 56 480. Befolkningen består av 24 412 kvinnor och 32 068 män. Barn under 15 år utgör 8,0 %, vuxna 15-64 år 80 %, och äldre över 65 år 11,0 %.